# Белаев, Рамзан Адамович
Рамза́н (Роман) Ада́мович Бела́ев (7 августа 1990 года, Гусев, Калининградская область, Россия) — проживающий в Германии российский боксёр чеченского происхождения, чемпион мира среди молодёжи по версии IBF (2014).

## Биография
Родился 7 августа 1990 года в городе Гусев Калининградской области. В 1997 году начал заниматься боксом в местной школе бокса. Его первым тренером был Михаил Анисимов. Выступал в категории до 64 кг, был победителем многих турниров. В 19 лет оставил бокс из-за несправедливого отношения судей к себе.
Вскоре переехал в Германию. В 20 лет возобновил тренировки уже как профессиональный боксёр. Выступает в категории 66,7 кг. Провел 15 боев, одержал 14 побед, из них 10 нокаутом.
19 апреля 2013 года в Германии завоевал вакантный титул чемпиона IBF среди юниоров, победив техническим нокаутом Нельсона Пилотти из Аргентины.
8 июня 2013 года в Люксембурге завоевал вакантный титул интерконтинентального чемпиона по версии World Boxing Federation, нокаутировав Нассера Атумани из Кении.
1 февраля 2014 года в Монако стал континентальным чемпионом по версии WBA, выиграв единогласным решением судей у Дина Бёрна из Ирландии.
15 ноября 2014 года в Кемптон-Парке состоялся бой Романа Белаева с Али Фунекой из ЮАР за титул чемпиона мира в полусреднем весе по версии IBO. В 10 раунде Белаев получил рассечение, из-за которого после 11-го раунда врач остановил бой и титул чемпиона достался африканцу.

## Статистика боёв
| Результат | Событие                                                                                 | Дата                  | Место                      | Соперник                          | Раунд    | Время | Метод                |
| --------- | --------------------------------------------------------------------------------------- | --------------------- | -------------------------- | --------------------------------- | -------- | ----- | -------------------- |
| Поражение | Бой за вакантный титул чемпиона мира в полусреднем весе по версии IBO.                  | 15 ноября 2014 года   | Гаутенг, ЮАР               | Али Фунека · ЮАР                  | 11 из 12 |       | Рассечение           |
| Победа    |                                                                                         | 26 апреля 2014 года   | Оберхаузен, Германия       | Fouad El Massoudi · Франция       | 6 из 6   |       | Единогласное решение |
| Победа    | Завоевал вакантный титул чемпиона в полусреднем весе по версии WBA Continental.         | 1 февраля 2014 года   | Монте-Карло, Монако        | Дин Бёрн · Ирландия               | 12 из 12 |       | Единогласное решение |
| Победа    | Завоевал вакантный титул чемпиона в полусреднем весе по версии WBF Intercontinental.    | 8 июня 2013 года      | Дифферданж, Люксембург     | Nasser Athumani · Кения           | 9 из 12  | 1:03  | Нокаут               |
| Победа    | Завоевал вакантный титул чемпиона мира среди молодёжи в полусреднем весе по версии IBF. | 19 апреля 2013 года   | Галле, Германия            | Nelson Fabian Pilotti · Аргентина | 4 из 10  | 2:04  | Технический нокаут   |
| Победа    |                                                                                         | 21 декабря 2012 года  | Галле, Германия            | Frank Haroche Horta · Франция     | 8 из 8   |       | Единогласное решение |
| Победа    |                                                                                         | 14 сентября 2012 года | Галле, Германия            | Semjons Moroseks · Латвия         | 7 из 8   | 2:10  | Технический нокаут   |
| Победа    |                                                                                         | 29 июня 2012 года     | Галле, Германия            | Mariusz Biskupski · Польша        | 1 из 8   | 2:54  | Технический нокаут   |
| Победа    |                                                                                         | 27 апреля 2012 года   | Галле, Германия            | Альберт Стариков · Эстония        | 3 из 8   |       | Технический нокаут   |
| Победа    |                                                                                         | 23 марта 2012 года    | Галле, Германия            | Sabri Ulas Goecmen · Германия     | 1 из 6   | 2:15  | Технический нокаут   |
| Победа    |                                                                                         | 3 декабря 2011 года   | Дессау, Германия           | Евгений Пашкелевич · Беларусь     | 2 из 6   |       | Технический нокаут   |
| Победа    |                                                                                         | 5 ноября 2011 года    | Дессау, Германия           | Андрей Нурчинский · Беларусь      | 1 из 6   | 2:20  | Технический нокаут   |
| Победа    |                                                                                         | 2 апреля 2011 года    | Саксония-Анхальт, Германия | Suleyman Dag · Германия           | 2 из 4   | 2:20  | Технический нокаут   |
| Победа    |                                                                                         | 4 ноября 2010 года    | Берлин, Германия           | Oliver Koester · Германия         | 4 из 4   |       | Решение судей        |
| Победа    |                                                                                         | 16 октября 2010 года  | Кассель, Германия          | Agit Elmas · Германия             | 2 из 4   |       | Технический нокаут   |